# 宮下華奈
宮下 華奈（みやした かな、1990年11月10日 - ）は、日本のAV女優。ティーパワーズ所属。

## 略歴・人物
2015年にAVデビュー。
趣味は料理、特技はバスケットボール。

## 出演作品

### アダルトDVD
2015年
- 新・素人娘、お貸しします。 VOL.31（2月20日、プレステージ）※「宮下かな」名義
- おまんこ丸見え!女子校生のディルドオナニー（5月1日、OFFICE K'S）
- キス中毒☆女子校生（5月1日、OFFICE K'S）
- 120％リアルガチ軟派伝説 vol.24 in高崎&大宮（5月13日、プレステージ）※「りょうこ」名義
- ガチナンパ! ド素人さんデカちんの素人童貞くんをひと皮剥いて(一人前にして)くれませんか? 2（5月15日、ピーターズ）
- 射精直後の敏感チンポいじり（5月20日、OFFICE K'S）
- 家庭教師はレズビアン（5月20日、虎堂）
- 女子●校生が働く本番率が高いと噂のピンサロ盗撮 4時間10人完全撮り下ろし（5月27日、キャッツアイ）
- 素人娘のオシッコ飲んじゃいました!（6月5日、虎堂）
- 恥ずかしすぎる!素人娘のおま○こ、くぱぁ!（6月5日、虎堂）
- 素人のお姉さん!! 「チ○ポを洗う」お仕事してみませんか? 2（6月5日、虎堂）
- 爆音バキュームフェラ（6月12日、REAL）
- 街で見かけたタイトスカートが似合う桃尻美人妻をナンパして中出し 4（6月12日、ナンパHEAVEN）
- SLY 〜Slender+Les+Yummy〜（6月13日、U&K）
- もっこりパンチラ誘惑（6月19日、OFFICE K'S）
- JKぬるまんダンス（6月19日、虎堂）
- きれいな保育士さん。連絡ノートで、父兄と自宅不倫SEX。 「せんせい、いけないんだよ。生徒のおとうさんとそんなコトしちゃ…。」（6月25日、オーロラプロジェクト・アネックス）
- ナンパした人妻を部屋に連れ込み勝手に撮影して無許可で発売 Vol.7（6月25日、田町ナンパ天国）
- JK二人でオマンコおっぴろげコレクション（7月3日、OFFICE K'S）
- 素人娘ヘアヌードコレクション5時間 vol.3（7月24日、S級素人）
- ツンデレ未●年種付け強制開発（8月6日、親父の個撮）
- セクシー仮面 生贄丸呑み（8月28日、GIGA）
- kira★kira SPECIAL 褐色日焼けぶっトび娘vs変態淫語お姉さん 性交依存症大乱交祭り（9月1日、kira☆kira）※AV OPEN 2015 企画部門エントリー作品
- 素人娘にオマ○コとオナニー見せてもらいました! 2（10月16日、綺面組）
- レズビアン・ゴースト 〜死者の恋わずらい〜（10月30日、Eドラ!）
- JKオマンコおっぴろげコレクション 2（11月20日、OFFICE K'S）
- 気ムンムン フェロモン美女 大胆パンチラコレクション 4（11月25日、アロマ企画）
- 相席居酒屋でナンパした仲良し2人組をお持ち帰り。コソコソHしていると隣の部屋にいるガードの堅い女友達はヤラせてくれるか 【其の四】（12月1日、変態紳士倶楽部）
- 美少女仮面プリンシパル 第一話 参上!愛と正義の美少女戦士 凌辱編（12月11日、GIGA）
- プレミアムすけべ椅子（12月13日、アロマ企画）
- 目上の女性の挑発パンチラ 3 〜仕事熱心お姉さんと探し物編〜（12月13日、アロマ企画）
- 妻の浮気を疑う夫が自宅に隠しカメラ 衝撃の寝取られ映像 妻の発する「いやっ」という言葉を夫として信じがたいが自分から腰を振る妻の姿を見て僕は愕然とした…。（12月13日、溜池ゴロー）
- 素人女子大生 〜悪徳不動産屋が押しに弱いスレンダー美女に土下座で頼み込み濃密SEX〜（12月13日、イッパツオネガイ）
- ギャルが集団で施術してくれる南国アゲアゲ中出しメンズエステ（12月19日、kira☆kira）

2016年
- M男専科! 究極ご奉仕 潮吹き回春睾丸エステ（1月8日、マルクス兄弟）
- 挑発するアンスコ娘。（1月13日、アロマ企画）
- 女監督ハルナの素人レズナンパ 97 まさかの!?大学サークル友達同士の初レズ! 敏感イキまくり体験!（1月15日、ピーターズ）
- 街で噂の美人妻が若い男に発情して、童貞チ●ポにまたがり筆おろし!（1月22日、UMANAMI）
- 女子校の寮まるごと全員と中出し乱交 〜冬〜（2月1日、ZUKKON/BAKKON）
- マジックミラー号 テンションMAXのギャル女子大生がギャル友の目の前でチ○ポに完敗して気持ち良すぎて快楽堕ちしている瞬間をお見せします!（2月18日、SODクリエイト）※「みか」名義
- 「私は息子の同級生の性奴隷になりました」（3月11日、V&R PRODUCE）
- ネット掲示板M女リサーチ 旦那に内緒でご主人様を探すM気質なアラサー人妻の背徳感をエグり精神も肉体も追い込む陰湿マゾ調教!（3月25日、えむっ娘ラボ）
- 渋谷発 ネイルサロンに来店したギャルばかりを狙う媚薬オイルエステ盗撮 3（4月1日、変態紳士倶楽部）
- そのプルンと突き出したお尻はボクを誘ってるの?? 義姉の寝美尻に大興奮の僕は我慢できずパンツ越しにチンポを突き刺しパンツごとちょっとだけ挿入!（4月7日、お夜食カンパニー）
- 関東某市で小さなマッサージ店を夫婦で営んでいるのですが… 新米指圧師の妻が旅館のスケベな湯治客に指名されまくってねとられてしまいました…（4月7日、JET映像）
- 定年退職してヒマになったドスケベ義父の嫁いぢり（4月19日、ヴィーナス）
- 銭湯の番台を頼まれた悪ガキの媚薬を使った鬼畜な悪戯（5月1日、MOODYZ）
- 堕ちたカリスマ 夢を実現して自ら出店した元カリスマショップ店員がテナントビルのオーナーに脅されて…（5月7日、アタッカーズ）
- ecstasy（5月7日、デジタルアーク）
- 大胆なチラリズムで僕を挑発する人妻家庭教師 〜日頃の欲求不満を生徒にぶつける浮気妻〜（5月19日、ヴィーナス）
- 家政婦を拘束して媚薬で感度を高めガンギマリ寸止めイカセで失禁するほど感じさせ、デカチン挿入で発狂させろ!!（5月19日、アパッチ）
- 泥酔してる友達のお姉ちゃんに後ろから激しくパンパンしちゃった俺（6月23日、AKNR）
- ラッキースケベ 突発性ハレンチ症候群（7月19日、Rookie）
- この奥さんの詳細わかりますか? 杉並区在住アパレル勤務のオシャレ激カワ妻と港区在住某ファッション誌の読者モデル美人妻がまさかの発情! なぜ“おっさん達にメッタ刺しされ何度もイキまくる”ことになったのか? その一部始終。（7月25日、ビッグモーカル）
- 人妻の浮気心（8月1日、エマニエル）
- 義父と嫁の密かな接吻情事（8月7日、マドンナ）
- ヤリサー名物 ヤリヤリメリーゴーランド（8月19日、Rookie）
- 息子には言わないで 子供を不良から守るため、わが身を差し出した母（8月25日、ダスッ!）
- デカチンのせいでチ○コのポジションが定まらない僕は無意識にポジションを整える癖を義母さんに気づかれてしまい怒られるかと焦ったが『お父さんより立派ね』とヨダレをたらして欲情しはじめた。（9月1日、ヴィーナス）
- （9月2日、ACE KILLER）
- 遊説中に、羞恥開眼。（9月7日、山と空）
- 痙攣スレンダーボディ 連続中出し汁溢れ性交（10月7日、プレミアム）
- 欲求不満な人妻に密かな人気の女性専用風俗!出張性感マッサージで焦らされまくった人妻はトロマンを擦り付け禁断の生中出しを懇願する!（10月7日、ゲッツ!!）
- 出会い系アプリでナンパしたセカンド彼氏募集中OLを貸切り風呂でオフパコ盗撮。無断AV発売（10月7日、ゲッツ!!）
- 前略。どうしても離婚してくださらない貴方へ… 別居中の妻からの、ねとられ実況ビデオ通話。（10月7日、JET映像）
- 人妻の無防備な胸チラにフル勃起しちゃった僕! ナンパして即ハメ中出し!!（10月7日、グリグリ）
- 母親の再婚 僕の親友と結婚した母（10月13日、ヴィーナス）
- 夢のマドンナ大共演!! 美熟女が行く一泊二日のレズ大乱交バスツアー!!（11月13日、マドンナ）
- 夫の親族に寝取られた喪服未亡人（11月23日、ヒビノ）
- 【1番ヤバい動画はコレ】 この後、避妊なしで無茶苦茶にされるワタシ 1 若妻 華奈(仮) 26歳 大宮市在住（12月13日、アリスJAPAN）

2017年
- 超絶テクで射精無制限! 淫らな痴女が絡みつく中出し逆3Pクラブ（1月7日、Fitch）
- ママのリアル性教育（1月19日、グローリークエスト）
- 町内会の温泉旅行に参加したら、欲求不満な奥様14人と男は僕1人だけ。（2月1日、マドンナ）

2022年
- 「こんなところでゴメンなさい…。でも、もう我慢出来なかったの…」トイレが故障で使えず膀胱限界の放尿婦人 36人（6月21日、アクアモール）

### イメージDVD
- 美しき裸体（2015年8月28日、INTEC Inc）